# Hembygdsgård

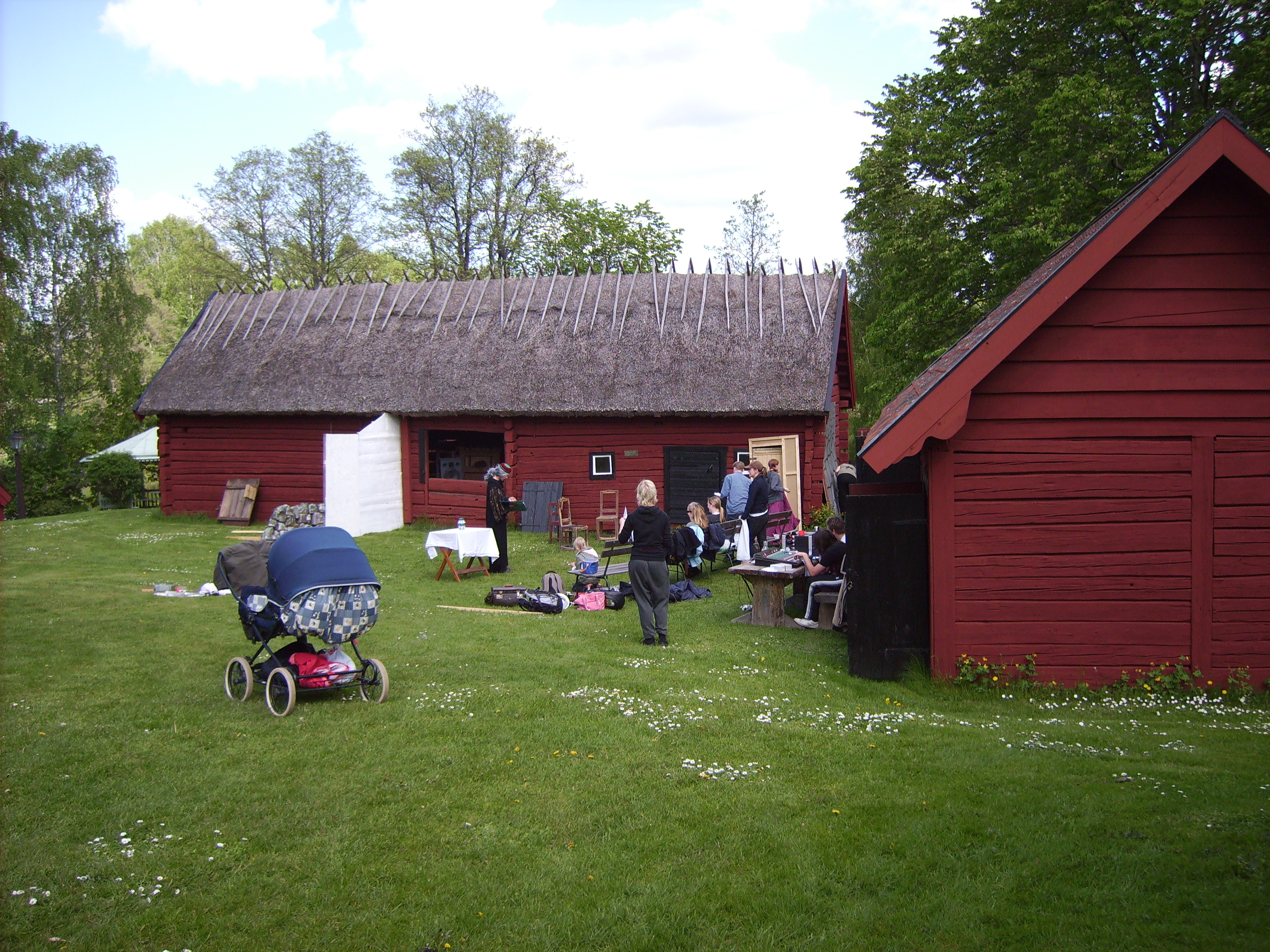
Mjölby hembygdsgård

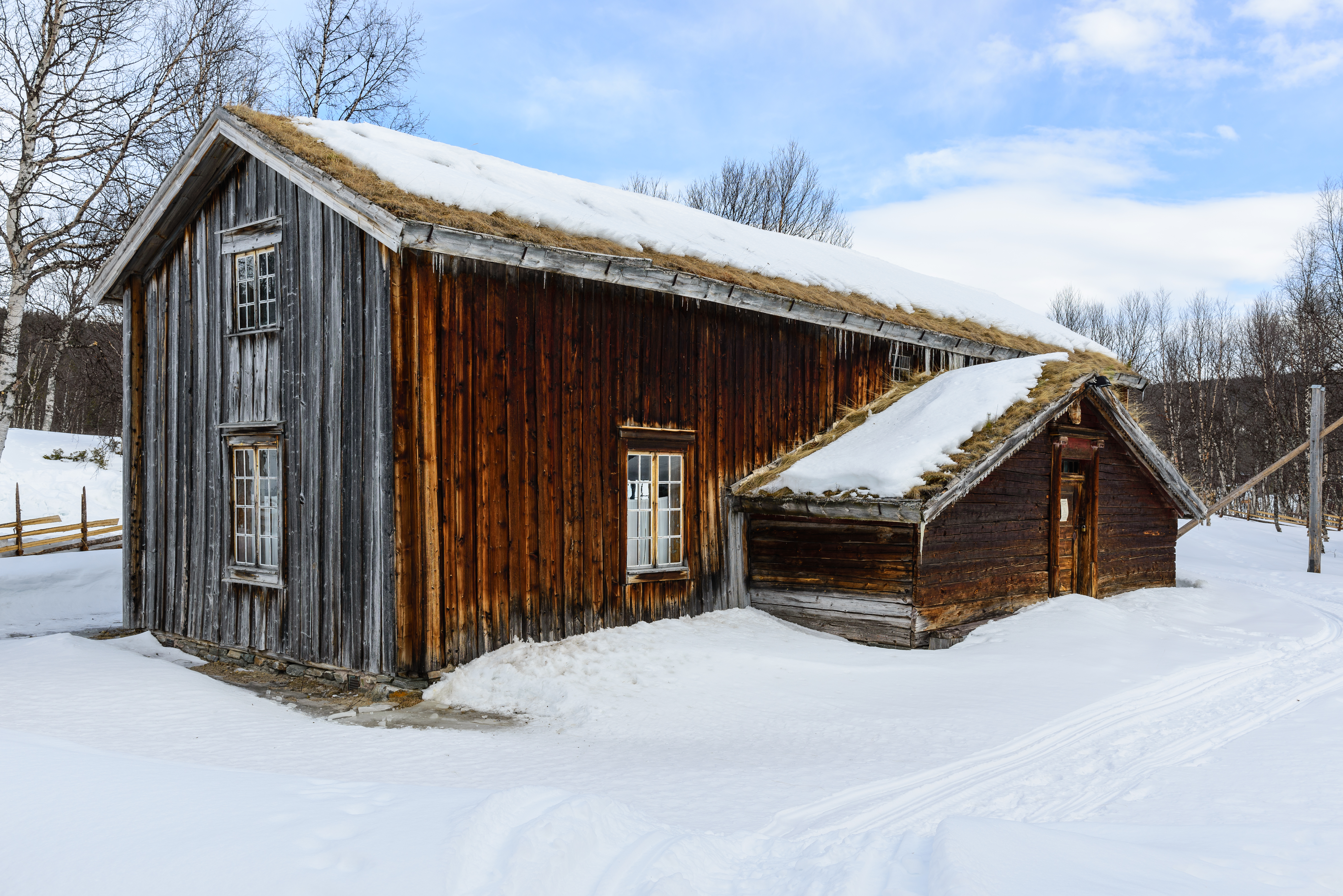
Gammelgården i Ljungdalen

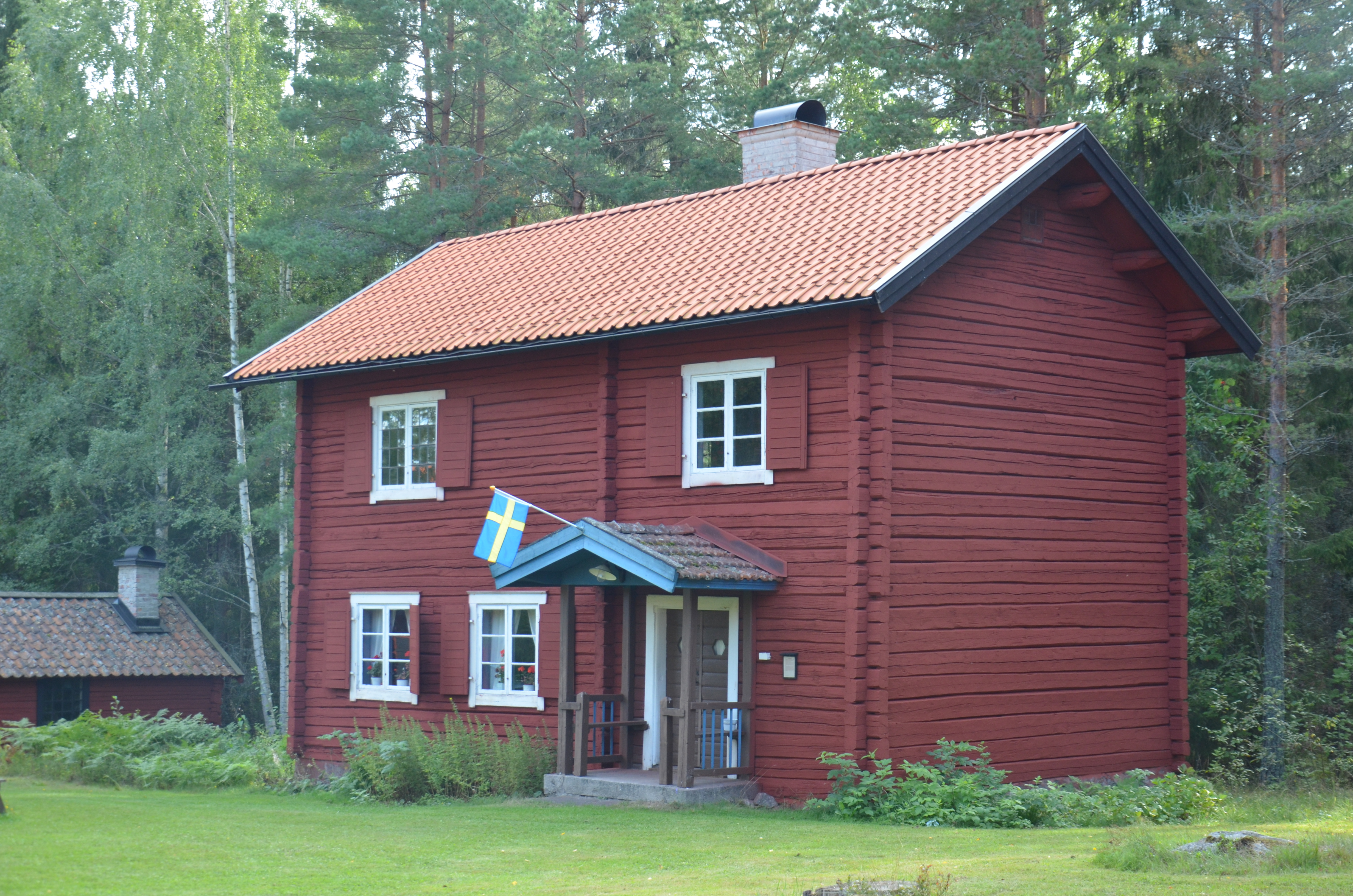
Västervåla hembygdsgård

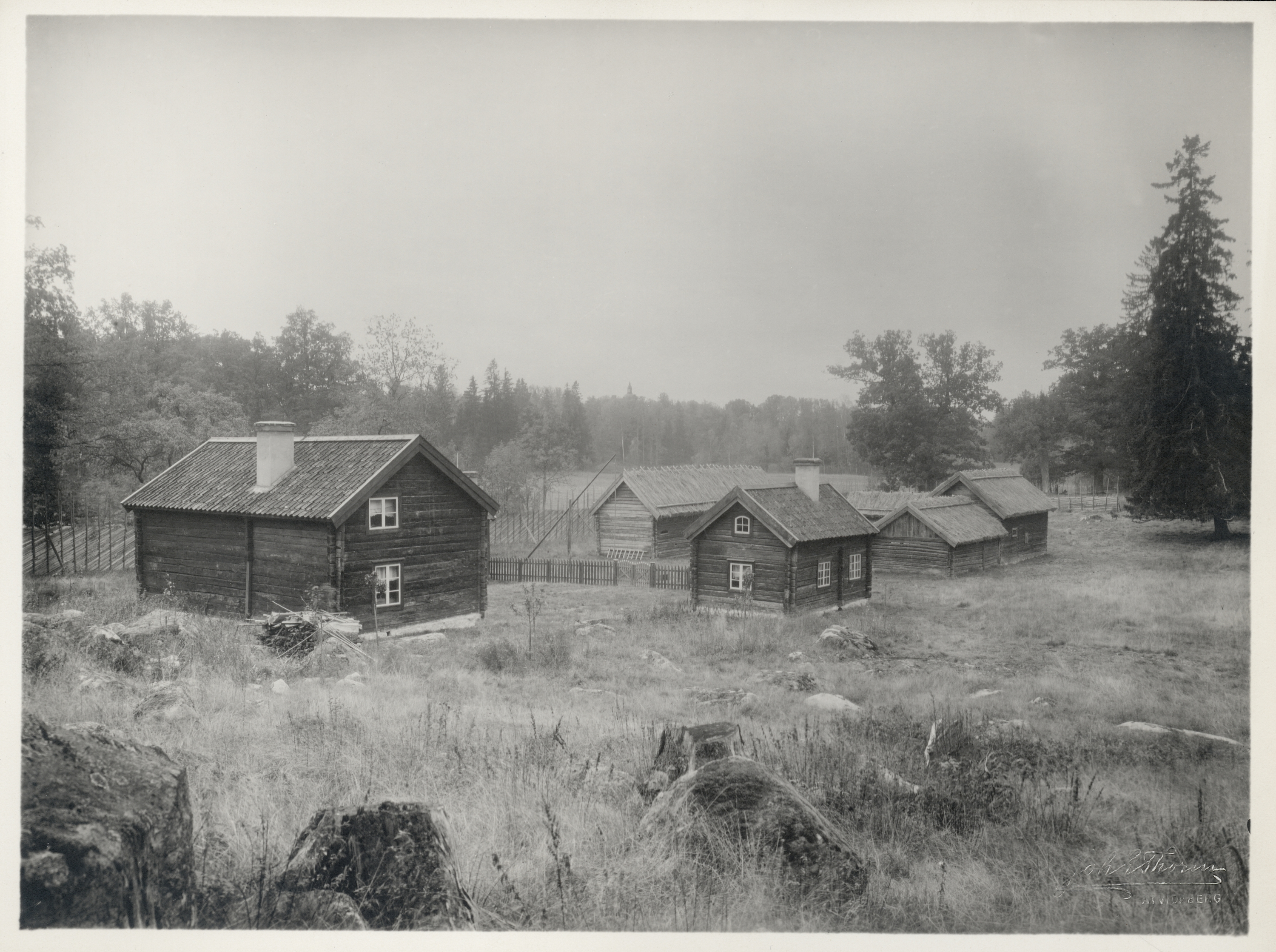
Forngården Bjärka-Säby, 1924

Hembygdsgård, eller gammelgård, är ett mindre friluftsmuseum, ofta en äldre eller samling byggnader, som övertagits av en lokal  hembygdsförening och sköts av densamma, med eller utan offentligt stöd.

## Allmänt
I hembygdsgården förvaras bruksföremål och dokumentation från äldre tider och husen kan vara tidstypiskt möblerade. Här samlar man uppgifter och berättelser om bygden i gångna tider, gärna i samband med studiecirklar eller föreningsmöten. I anslutning till hembygdsgården ordnas ofta traditionsenliga fester, exempelvis vid jul och midsommar.
I Sverige finns uppemot 1 400 hembygdsgårdar med omkring 8 000 byggnader.